# Sigurður Bjarnason (Handballspieler)
Sigurður Bjarnason (* 1. Dezember 1970 in Garðabær) ist ein isländischer Handballspieler, -trainer und -funktionär.
Sigurður wechselte 1991 von seinem Heimatverein UMF Stjarnan zum TV Großwallstadt in die 1. Handball-Bundesliga. Mit der HSG D/M Wetzlar stand er 2001 im Finale um den deutschen Handballpokal. Nach seiner Rückkehr nach Island kehrte er als Trainer zum UMF Stjarnan zurück und gewann 2006 den isländischen Pokal. Seit 2011 ist er Vizepräsident des Vereins und für die Finanzen verantwortlich.
Mit der isländischen Nationalmannschaft erzielte er 1992 den vierten Platz bei den Olympischen Spielen in Barcelona. Bei der Europameisterschaft 2002 in Schweden konnte er mit Island ebenfalls den vierten Platz erreichen. Insgesamt spielte Sigurður bei 163 Länderspielen für sein Land.
Sigurður ist verheiratet und hat zwei Kinder. Beruflich ist er als Produktmanager bei einer Bank tätig.
1991 bestritt Sigurður für seinen Heimatverein Stjarnan auch ein Spiel in der höchsten isländischen Fußball-Liga.